# Pere de Foix el Vell
Pere de Foix el Vell (francès: Pierre de Foix)  (França, 1386 - Avinyó, 13 de desembre de 1464) fou legat papal a Avinyó (1433-1464) i cardenal.

## Biografia

### Infància i formació
Pierre Foix (Petro de Fuxo) ve d'una gran família feudal, els comtes de Foix, conegut des del segle xi. Va néixer el 1386, fill d'Arquimbald de Grailly, captal de Buch, i d'Isabel de Foix, comtessa de Foix.
Va estudiar amb els Cordeliers i la seva carrera a l'Església.

## Primers anys

### Primers anys
Ell és primer Bisbe de Lescar als 20 anys (23 d'octubre de 1409).

## El Gran Cisma
El 1409, va ser creat cardenal durant el gran cisma d'Occident, pel papa Benet XIII d'Avinyó, també anomenat Pedro de Luna. Va tenir un paper important, durant i després del Concili de Constança amb Benet XIII, refugiat a Peníscola, i amb els seus partidaris, en particular aragonesos. Ell és convocat per examinar els drets dels pretendents a tron papal, i contribueix a l'elecció de Martí V de l'11 de novembre de 1417.
Com a record, cal fer menció que el Consell de Constança va posar fi al gran cisma occidental (1388 - 1417). Aquest cisma gairebé no va afectar el poble fidel. Va ser una "batalla de líders"! No obstant això, hi va haver un "cisma" al nivell de les diòcesis i els bisbes: eren de l'obediència de Roma o de la d'Avinyó, la majoria de vegades segons l'elecció dels líders polítics.

## Legat del Papa
Enviat pel nou pontífex Martí V (elegit el 1417) com a legat a prop del rei d'Aragó Alfons el Magnànim, va obtenir el 26 de juliol de 1429 a Sant Mateu (Baix Maestrat) l'abdicació de l'antipapa Climent VIII i de fet acabà amb el cisma a Aragó.
Va ser bisbe de Comenge (sud de Tolosa) del 1426 al 1437 .
El 1448, va intervenir com a legat papal durant la invenció de les relíquies de Marie Salomé i Marie Jacobé a Notre-Dame-de-la-Mer (Saintes-Maries-de-la-Mer).

## Rector del Comtat Venaissin
Poc després de la mort de Louis Aleman, fou nomenat, per Papa Eugeni IV, rector del Comtat Venaissin, governador d'Avinyó i administrador apostòlic d'Arles (1450-1463), com a tal, el 3 de setembre de 1455, celebra a la ciutat d'Arles, a l'església metropolitana, el matrimoni en segones nupcies del rei Renat I amb Joana de Laval. En aquesta ocasió hi ha, durant vuit dies, grans festivals públics, balls, festes, fogueres, tornejos, cavalcades, etc. Encara administrador apostòlic, va presidir el Consell d'Arles el 1457, i després l'any següent el "Concili d'Avinyó". Allà, va adoptar diverses regulacions per a l'administració de les diòcesis. Anecdòticament, el 1459 va autoritzar l'ancestre de Nostradamus Crescas de Carcassona, un convers jueu, que portés el nom de Pierre de Notre-Dame. I el 1460 va concedir una butlla d'indulgències per promoure la construcció d'una església de predicadors a la ciutat d'Arles.
Segons l'historiador Jean-Pierre Papon, va renunciar una mica abans del 1462 del seu despatx d'Arquebisbe d'Arles, on va ser substituït per Philippe de Lévis.
Dins Febrer de 1463, fou nomenat bisbe administrador de Tarbes. El cardenal va morir a Avinyó, el 13 de desembre de 1464, de 78 anys i enterrat en un sepulcre de marbre a l'església de Cordeliers, on es troba agenollat. Va tenir temps de construir una rica biblioteca, la majoria de les seves obres pertanyien a l'anti-papa Pedro de Luna. Toulouse li deu la fundació del Col·legi de Foix.

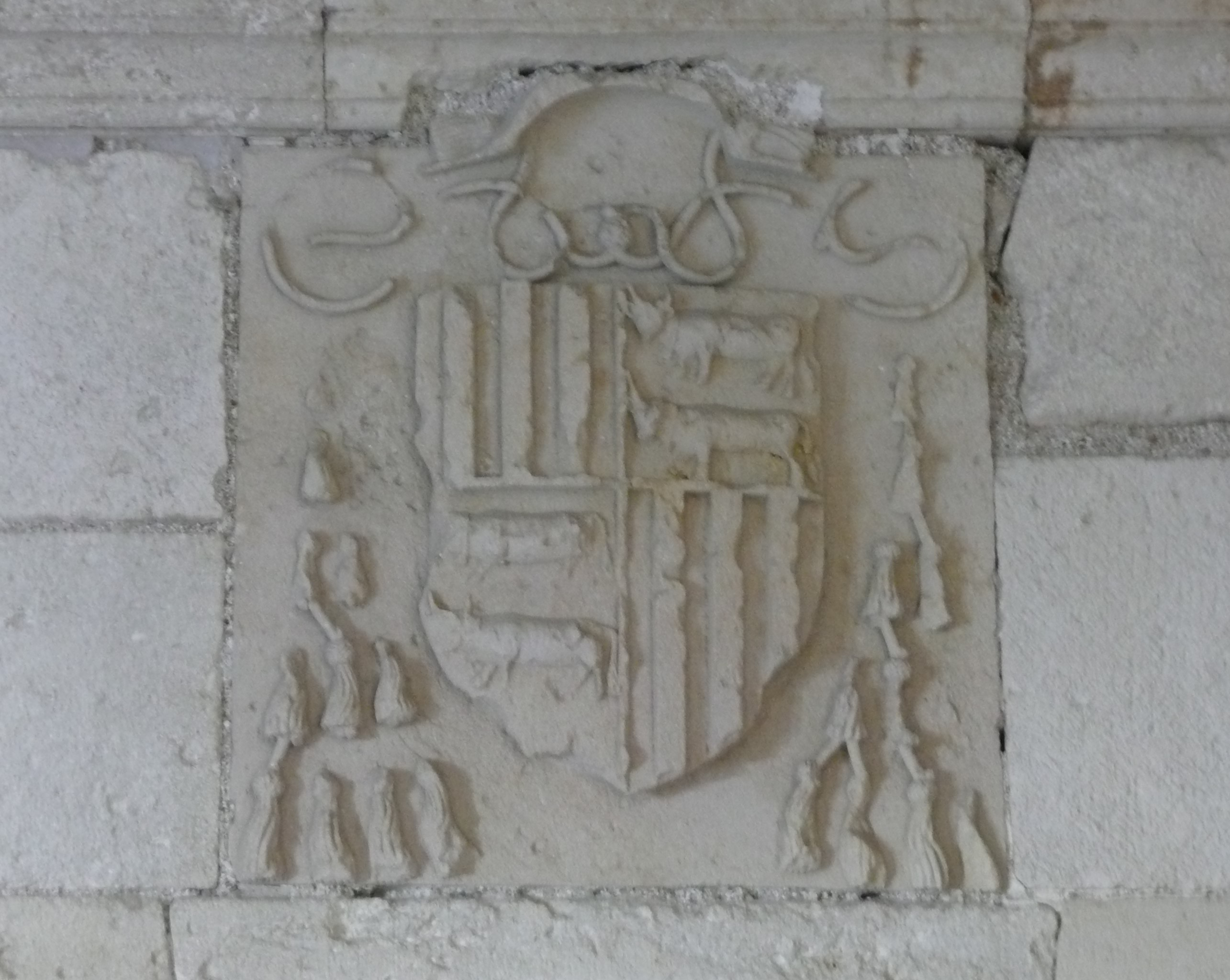
Claustre de Abadia de Montmajour
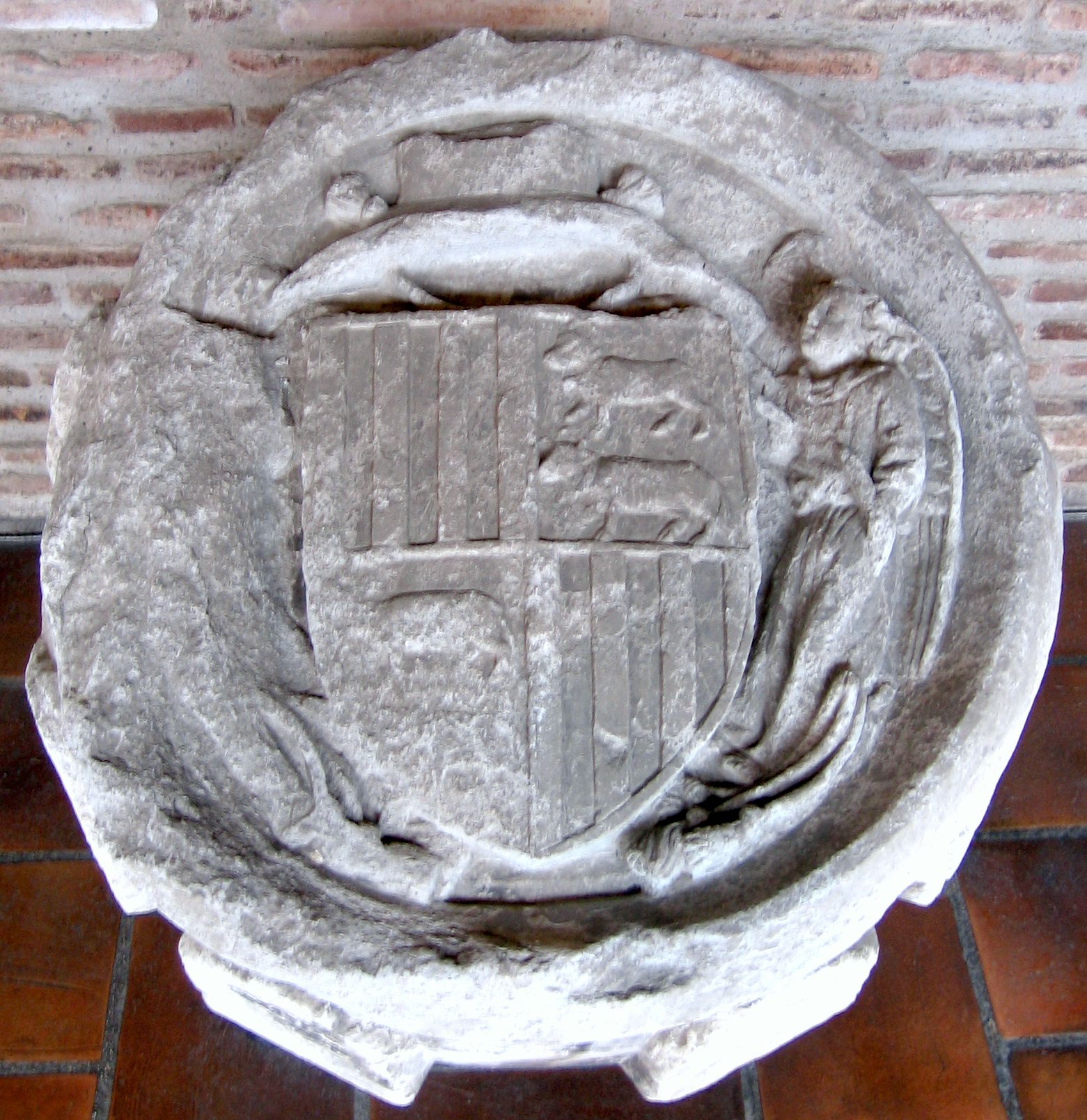
Clau de volta del Col·legi de Foix

## Font parcial
- Marie-Nicolas Bouillet i Alexis Chassang (dir.), "Pierre de Foix (1386-1464)" al Diccionari universal d'història i geografia ,1878 (llegir a Wikisource)